# Pesem Evrovizije 2011
Pesem Evrovizije 2011 je bila 56. evrovizijska prireditev zapovrstjo, ki je potekala 10., 12. in 14. maja 2011 v Düsseldorfu (Nemčija). Tudi tokrat je bilo tekmovanje razdeljeno na dva polfinalna večera in finalni večer. Po že določenih pravilih je v finalnem večeru nastopilo 20 najbolje uvrščenih držav iz polfinalnih večerov ter 5 držav, t. i. velikih 5; to so: Nemčija, Velika Britanija, Španija, Francija in Italija. Vseh nastopajočih držav je bilo 43, ravno toliko jih je nastopilo tudi leta 2008. Na tekmovanje so se vračali Avstrija, Italija, San Marino in Madžarska. Nobena država ni nastopila prvič. Od 39 držav, ki so nastopale v letu 2010, ni odstopila niti ena država. Črna gora se je sprva prijavila na tekmovanje, a je 23. decembra 2010 odstopila zaradi finančnih razlogov.
Zmagal je Azerbajdžan, ki jih je s pesmijo "Running scared" zastopala Eldar in Nigar. Drugo mesto je zasedla Italija, tretje pa Švedska.

## Prizorišče
12. oktobra 2010 je bil Düsseldorf potrjen kot prizorišče Pesmi Evrovizije 2011, ki je potekala v areni Esprit. To je bil prvi izbor za Pesem Evrovizije v združeni Nemčiji in tretji v zgodovini Nemčije. Zahodna Nemčija je gostila Evrovizijo leta 1957 in leta 1983. Nemčija je tudi prva država iz skupine velikih 4, ki je zmagala (odkar veljajo nova evrovizijska pravila, ki so vpeljala to skupino 4 neposredno uvrščenih držav). Od vseh 23 mest, ki so bila predlagana za prizorišče, je NDR izbrala 4: Berlin, Hannover, Düsseldorf in Hamburg, od katerih je nazadnje zaradi več razlogov izbrala Düsseldorf. Glavni razlog je bil predvsem velikost prizorišča, saj ima arena Esprit 24.000 sedežev za občinstvo, na atletskem stadionu v bližini pa so gostili tiskovne konference.
- Düsseldorf: Prizorišče Esprit Arena

| Düsseldorf |

## Voditelji
Voditelji izbora za Pesem Evrovizije 2011 so bili: Anke Engelke, Judith Rakers in Stefan Raab. Tretjič v zgodovini Pesmi Evrovizije so bili voditelji trije, in ne dva oz. eden.

## Nastopajoče države
31. decembra 2010 je EBU izdal seznam 43 nastopajočih držav. To predstavlja absolutni rekord števila nastopajočih držav poleg leta 2008, ko je prav tako sodelovalo 43 držav.

## Razvrstitev v skupine
| Skupina 1                                                                             | Skupina 2                                                     | Skupina 3                                                                     | Skupina 4                                                    | Skupina 5                                                  | Skupina 6                                                            |
| ------------------------------------------------------------------------------------- | ------------------------------------------------------------- | ----------------------------------------------------------------------------- | ------------------------------------------------------------ | ---------------------------------------------------------- | -------------------------------------------------------------------- |
| - Albanija - Bosna in Hercegovina - Hrvaška - Makedonija - Srbija - Slovenija - Švica | - Danska - Estonija - Finska - Islandija - Norveška - Švedska | - Azerbajdžan - Belorusija - Gruzija - Izrael - Moldavija - Rusija - Ukrajina | - Armenija - Belgija - Ciper - Grčija - Nizozemska - Turčija | - Irska - Latvija - Litva - Malta - Portugalska - Romunija | - Avstrija - Bolgarija - Madžarska - Poljska - San Marino - Slovaška |

### Slovenija
4. novembra 2010 je RTV SLO uradno potrdila slovensko prisotnost na Evroviziji 2011. Potrdila je tudi EMO 2011. 

9. novembra 2010 je RTV SLO uradno potrdila, da bo EMA 2011 prvič samo za povabljene izvajalce, ki bodo skupaj z uredniško ekipo izbrali avtorje in pesmi.

## Rezultati

### Prvi polfinale
- 1. polfinale je potekal 10. maja 2011
- V polfinalu je nastopilo 19 držav
- Prvih 10 uvrščenih po telefonskem glasovanju in glasovanju žirije se je uvrstilo v finale

| Zap. Št. | Država      | Jezik         | Izvajalec                        | Pesem                 | Točke | Uvrstitev |
| -------- | ----------- | ------------- | -------------------------------- | --------------------- | ----- | --------- |
| 1        | Poljska     | Poljščina     | Magdalena Tul                    | Jestem                | 48    | 13.       |
| 2        | Norveška    | Angleščina    | Stella Mwangi                    | Haba Haba             | 30    | 17.       |
| 3        | Albanija    | Angleščina    | Aurela Gaçe                      | Feel the Passion      | 49    | 14.       |
| 4        | Armenija    | Angleščina    | Emmy                             | Boom Boom             | 54    | 12.       |
| 5        | Turčija     | Angleščina    | Yüksek Sadakat                   | Live It Up            | 18    | 19.       |
| 6        | Srbija      | Srbščina      | Nina                             | Čaroban               | 67    | 8.        |
| 7        | Rusija      | Angleščina    | Aleksej Vorobjov                 | Get You               | 64    | 9.        |
| 8        | Švica       | Angleščina    | Anna Rossinelli                  | In Love for a While   | 55    | 10.       |
| 9        | Gruzija     | Angleščina    | Eldrine                          | One More Day          | 74    | 6.        |
| 10       | Finska      | Angleščina    | Paradise Oskar                   | Da Da Dam             | 103   | 3.        |
| 11       | Malta       | Angleščina    | Glen Vella                       | One Life              | 54    | 11.       |
| 12       | San Marino  | Angleščina    | Senit                            | Stand By              | 34    | 16.       |
| 13       | Hrvaška     | Angleščina    | Daria                            | Celebrate             | 41    | 15.       |
| 14       | Islandija   | Angleščina    | Sonny's Friends                  | Coming Home           | 100   | 4.        |
| 15       | Madžarska   | Angleščina    | Kati Wolf                        | What About My Dreams? | 72    | 7.        |
| 16       | Portugalska | Portugalščina | Homens da Luta                   | A luta é alegria      | 22    | 18.       |
| 17       | Litva       | Angleščina    | Evelina Sašenko                  | C'est ma vie          | 81    | 5.        |
| 18       | Azerbajdžan | Angleščina    | Ell & Nikki                      | Running Scared        | 122   | 2.        |
| 19       | Grčija      | Angleščina    | Loukas Giorkas feat. Stereo Mike | Watch My Dance        | 133   | 1.        |

#### Ločeni rezultati glasovanja
Ločeni rezultati telefonskega glasovanja in glasovanja strokovnih žirij so bili razglašeni 26. maja 2011.
| Mesto | Tel. glasovanje | Točke | Žirija      | Točke |
| ----- | --------------- | ----- | ----------- | ----- |
| 1     | Grčija          | 154   | Litva       | 113   |
| 2     | Azerbajdžan     | 124   | Azerbajdžan | 109   |
| 3     | Finska          | 111   | Islandija   | 104   |
| 4     | Rusija          | 93    | Srbija      | 102   |
| 5     | Gruzija         | 90    | Finska      | 86    |
| 6     | Islandija       | 79    | Malta       | 84    |
| 7     | Armenija        | 75    | Švica       | 76    |
| 8     | Madžarska       | 73    | San Marino  | 74    |
| 9     | Norveška        | 56    | Grčija      | 74    |
| 10    | Turčija         | 54    | Madžarska   | 65    |
| 11    | Litva           | 52    | Albanija    | 61    |
| 12    | Švica           | 45    | Turčija     | 58    |
| 13    | Albanija        | 42    | Gruzija     | 51    |
| 14    | Srbija          | 42    | Hrvaška     | 49    |
| 15    | Portugalska     | 39    | Armenija    | 33    |
| 16    | Hrvaška         | 32    | Rusija      | 31    |
| 17    | Poljska         | 25    | Norveška    | 29    |
| 18    | Malta           | 24    | Poljska     | 13    |
| 19    | San Marino      | 8     | Portugalska | 6     |

### Drugi polfinale
- 2. polfinale je potekal 12. maja 2011
- V polfinalu je nastopilo 19 držav
- Prvih deset uvrščenih po telefonskem glasovanju in glasovanju žirije se je uvrstilo v finale

| Zap. Št. | Država               | Jezik        | Izvajalec           | Pesem                 | Točke | Uvrstitev |
| -------- | -------------------- | ------------ | ------------------- | --------------------- | ----- | --------- |
| 1        | Bosna in Hercegovina | Angleščina   | Dino Merlin         | Love in Rewind        | 109   | 5.        |
| 2        | Avstrija             | Angleščina   | Nadine Beiler       | The Secret Is Love    | 69    | 7.        |
| 3        | Nizozemska           | Angleščina   | 3JS                 | Never Alone           | 13    | 19.       |
| 4        | Belgija              | Angleščina   | Witloof Bay         | With Love Baby        | 53    | 11.       |
| 5        | Slovaška             | Angleščina   | TWiiNS              | I'm Still Alive       | 48    | 13.       |
| 6        | Ukrajina             | Angleščina   | Mika Newton         | Angels                | 81    | 6.        |
| 7        | Moldavija            | Angleščina   | Zdob și Zdub        | So Lucky              | 54    | 10.       |
| 8        | Švedska              | Angleščina   | Eric Saade          | Popular               | 155   | 1.        |
| 9        | Ciper                | Grščina      | Christos Mylordos   | San aggelos s'agapisa | 16    | 18.       |
| 10       | Bolgarija            | Bolgarščina  | Poli Genova         | Na inat               | 48    | 12.       |
| 11       | Makedonija           | Makedonščina | Vlatko Ilievski     | Rusinka               | 36    | 16.       |
| 12       | Izrael               | Hebrejščina  | Dana International  | Ding Dong             | 38    | 15.       |
| 13       | Slovenija            | Angleščina   | Maja Keuc           | No One                | 112   | 3.        |
| 14       | Romunija             | Angleščina   | Hotel FM            | Change                | 111   | 4.        |
| 15       | Estonija             | Angleščina   | Getter Jaani        | Rockefeller Street    | 60    | 9.        |
| 16       | Belorusija           | Angleščina   | Anastasia Vinnikova | I Love Belarus        | 45    | 14.       |
| 17       | Latvija              | Angleščina   | Musiqq              | Angel in Disguise     | 25    | 17.       |
| 18       | Danska               | Angleščina   | A Friend In London  | New Tomorrow          | 135   | 2.        |
| 19       | Irska                | Angleščina   | Jedward             | Lipstick              | 68    | 8.        |

#### Ločeni rezultati glasovanja
Ločeni rezultati telefonskega glasovanja in glasovanja strokovnih žirij so bili razglašeni 26. maja 2011.
| Mesto | Tel. glasovanje      | Točke | Žirija               | Točke |
| ----- | -------------------- | ----- | -------------------- | ----- |
| 1     | Švedska              | 159   | Slovenija            | 146   |
| 2     | Bosna in Hercegovina | 131   | Danska               | 129   |
| 3     | Romunija             | 121   | Švedska              | 99    |
| 4     | Danska               | 115   | Avstrija             | 95    |
| 5     | Ukrajina             | 91    | Romunija             | 85    |
| 6     | Irska                | 78    | Estonija             | 83    |
| 7     | Slovenija            | 68    | Ukrajina             | 76    |
| 8     | Moldavija            | 61    | Belgija              | 71    |
| 9     | Belorusija           | 54    | Slovaška             | 71    |
| 10    | Avstrija             | 52    | Irska                | 66    |
| 11    | Izrael               | 51    | Bosna in Hercegovina | 65    |
| 12    | Belgija              | 50    | Bolgarija            | 59    |
| 13    | Estonija             | 46    | Moldavija            | 53    |
| 14    | Bolgarija            | 43    | Makedonija           | 47    |
| 15    | Latvija              | 43    | Belorusija           | 38    |
| 16    | Slovaška             | 40    | Izrael               | 36    |
| 17    | Makedonija           | 33    | Ciper                | 24    |
| 18    | Ciper                | 23    | Nizozemska           | 22    |
| 19    | Nizozemska           | 17    | Latvija              | 11    |

### Finale
- V finalu je nastopilo 25 držav; 20 iz polfinala in 5 finalistov
- Finale je bil 14. maja ob 21.00
- Točke so podeljevale vse države.

| Št. | Država               | Izvajalec                        | Skladba                 | Točke | Uvrstitev |
| --- | -------------------- | -------------------------------- | ----------------------- | ----- | --------- |
| 1   | Finska               | Paradise Oskar                   | Da Da Dam               | 57    | 21.       |
| 2   | Bosna in Hercegovina | Dino Merlin                      | Love In Rewind          | 125   | 6.        |
| 3   | Danska               | A Friend in London               | New Tomorrow            | 134   | 5.        |
| 4   | Litva                | Evelina Sašenko                  | C'est Ma Vie            | 63    | 19.       |
| 5   | Madžarska            | Kati Wolf                        | What About My Dreams?   | 53    | 22.       |
| 6   | Irska                | Jedward                          | Lipstick                | 119   | 8.        |
| 7   | Švedska              | Eric Saade                       | Popular                 | 185   | 3.        |
| 8   | Estonija             | Getter Jaani                     | Rockefeller Street      | 44    | 24.       |
| 9   | Grčija               | Loukas Giorkas feat. Stereo Mike | Watch My Dance          | 120   | 7.        |
| 10  | Rusija               | Alexey Vorobjov                  | Get You                 | 77    | 16.       |
| 11  | Francija             | Amaury Vassili                   | Sognu                   | 82    | 15.       |
| 12  | Italija              | Raphael Gualazzi                 | Madness of Love         | 189   | 2.        |
| 13  | Švica                | Anna Rossinelli                  | In A Love For A While   | 19    | 25.       |
| 14  | Združeno kraljestvo  | Blue                             | I Can                   | 100   | 11.       |
| 15  | Moldavija            | Zdob și Zdub                     | So Lucky                | 97    | 12.       |
| 16  | Nemčija              | Lena                             | Taken By A Stranger     | 107   | 10.       |
| 17  | Romunija             | Hotel FM                         | Change                  | 77    | 17.       |
| 18  | Avstrija             | Nadine Beiler                    | The Secret Is Love      | 64    | 18.       |
| 19  | Azerbajdžan          | Ell & Nikki                      | Running Scared          | 221   | 1.        |
| 20  | Slovenija            | Maja Keuc                        | No One                  | 96    | 13.       |
| 21  | Islandija            | Sjonni's Friends                 | Coming Home             | 61    | 20.       |
| 22  | Španija              | Lucía Pérez                      | Que Me Quiten Lo Bailao | 50    | 23.       |
| 23  | Ukrajina             | Mika Newton                      | Angel                   | 159   | 4.        |
| 24  | Srbija               | Nina                             | Čaroban                 | 85    | 14.       |
| 25  | Gruzija              | Eldrine                          | One More Day            | 110   | 9.        |

#### Ločeni rezultati glasovanja
Ločeni rezultati telefonskega glasovanja in glasovanja strokovnih žiriji so bili razglašeni 26. maja 2011.
| Mesto | Tel. glasovanje      | Točke | Žirija               | Točke |
| ----- | -------------------- | ----- | -------------------- | ----- |
| 1     | Azerbajdžan          | 223   | Italija              | 251   |
| 2     | Švedska              | 221   | Azerbajdžan          | 245   |
| 3     | Grčija               | 176   | Danska               | 168   |
| 4     | Ukrajina             | 168   | Slovenija            | 166   |
| 5     | Združeno kraljestvo  | 166   | Avstrija             | 145   |
| 6     | Bosna in Hercegovina | 151   | Irska                | 119   |
| 7     | Rusija               | 138   | Ukrajina             | 117   |
| 8     | Gruzija              | 138   | Srbija               | 111   |
| 9     | Nemčija              | 113   | Švedska              | 106   |
| 10    | Irska                | 101   | Nemčija              | 104   |
| 11    | Italija              | 99    | Bosna in Hercegovina | 90    |
| 12    | Moldavija            | 98    | Francija             | 90    |
| 13    | Srbija               | 89    | Romunija             | 86    |
| 14    | Romunija             | 79    | Grčija               | 84    |
| 15    | Francija             | 76    | Moldavija            | 82    |
| 16    | Španija              | 73    | Gruzija              | 79    |
| 17    | Madžarska            | 64    | Finska               | 75    |
| 18    | Danska               | 61    | Estonija             | 74    |
| 19    | Islandija            | 60    | Islandija            | 72    |
| 20    | Litva                | 55    | Litva                | 66    |
| 21    | Finska               | 47    | Madžarska            | 60    |
| 22    | Slovenija            | 39    | Združeno kraljestvo  | 57    |
| 23    | Estonija             | 32    | Švica                | 53    |
| 24    | Avstrija             | 25    | Španija              | 38    |
| 25    | Švica                | 2     | Rusija               | 25    |

## Povratniki

### Države povratnice
- Avstrija: Po nemški zmagi so se Avstrijci odločili, da se spet vrnejo na Evrovizijo.[6]
- Italija: Po trinajstih letih odsotnosti se Italija vrača na Pesem Evrovizije.[7]
- San Marino: Po dveh letih odsotnosti se San Marino vrača na Pesem Evrovizije, na kateri se je sicer predstavil le enkrat.[8]
- Madžarska: Po enem letu premora se je tudi Madžarska odločila za povratek na tekmovanje.

### Povratni izvajalci
| Izvajalec                                        | Država               | Prejšnje udeležitve           |
| ------------------------------------------------ | -------------------- | ----------------------------- |
| Lena Meyer-Landrut                               | Nemčija              | 2010 (zmagovalka)             |
| Dino Merlin                                      | Bosna in Hercegovina | 1999                          |
| Zdob și Zdub                                     | Moldavija            | 2005                          |
| Gunnar Ólafsson (del skupine Sigurjón's Friends) | Islandija            | 2001 (del skupine Two Tricky) |
| Dana International                               | Izrael               | 1998(Zmagovalka)              |

## Države, ki so že nastopale, vendar 2011 niso
- Andora
- Češka
- Črna gora
- Lihtenštajn
- Luksemburg
- Kosovo
- Monako
- Tunizija